# Oud-Grieks recht
Het oud-Grieks recht verschilde van polis (πόλις: "stad") tot polis, maar was altijd een vorm van positief recht gebaseerd op eenzelfde juridisch denken en dezelfde principes. Bovendien werden wetgevingen (onder andere die van Charondas van Katane) soms bewust overgenomen door andere poleis. Ook bestonden er wederzijdse ontleningen op kleinere schaal, vooral dan op het gebied van handelsrecht. Door het prestige van Athene oefende het Attisch recht een belangrijke invloed uit op het recht van de poleis. We hebben spijtig genoeg slechts fragmentarisch bewaarde bronnen van oud-Grieks recht met uitzondering van het recht van Gortyn op Kreta (5e eeuw v.Chr.) en het Attisch recht (verschillende bronnen; 4e eeuw v.Chr.). Vooral de Oud-Griekse rechtsfilosofie heeft haar stempel gedrukt op ons hedendaags recht, daar het oud-Grieks recht zelf zou vervangen worden door het beter ontwikkeld Romeins recht.

## Gemeenschappelijke oud-Grieks juridisch denken en principes
Het oud-Grieks juridisch denken was in se een "wet-matig" denken, waarbij alles als aan regels gebonden werd gedacht. De geschreven wet is de voornaamste formele bron voor het oud-Grieks positief recht. Voor de Grieken was de wet de bron van de rechtvaardigheid.

De Grieken vonden dat men principieel de grootste eerbied moest hebben voor de wet. Zo weigerde Socrates in ballingschap te gaan, omdat hij de wet wil eerbiedigen. Deze fundamentele oud-Griekse eerbied voor de wet verklaart ook het feit dat men zijn toevlucht zocht tot gevolmachtigde wetgevers om deze te veranderen, daar een wet niet zomaar veranderd mocht worden.

## Historisch overzicht van de evolutie binnen het oud-Grieks recht

### Wetgevers inMagna Graecia
Zaleukos van Lokroi Epizephyroi (Zuid-Italië) zou rond ca. 662 v.Chr. (maar waarschijnlijk eerder in de eerste helft van de zesde eeuw v.Chr.) een strenge, conservatieve en aristocratisch getinte codex met ius talionis (oog om oog, tand om tand-principe) hebben uitgevaardigd, om de controle van de aristocraten te kunnen behouden.

Charondas van Katane (midden of tweede helft van de zesde eeuw v.Chr.) zijn recht ontstond uit de noodzaak aan geschreven wetten door het invoeren van de geldeconomie en behandelde alle aspecten van het recht en was aristocratisch van inslag. Zijn wetten zouden overgenomen worden door onder andere Rhegion, Thourioi en Mazaka in Cappadocië.

### Wetgevers inHellas

#### Wetgevers van Athene
Drakon was een archon eponymos (ἄρχων ἐπωνυμος) (of misschien na zijn archonaat als thesmotheet (θεσμοθέτης: "wetgever") aangeduid?) die rond 621 v.Chr. zijn wetten oplegde aan Athene. Hij legt het gewoonterecht vast en dijkt bloedvetes in. Enige vorm van bestuursrecht ontbreekt in zijn wetgeving. Hij maakt ook als eerste het onderscheid tussen moord (ἐκ προνοίας of ἑκών: "met voorbedachtheid") en doodslag (μὴ ἐκ προνοίας of ἄκων: "zonder voorbedachtheid"). Dit moet vastgesteld worden door de basileus (βασιλεύς: "koning") of archon basileus (ἄρχων βασιλεύς: vervanger van de βασιλεύς in democratisch Athene). Indien het onvrijwillig (ἄκων) was wordt men binnengeleid op het binnenplein van het Palladion waar eenenvijftig epheten (ἐφέται: (letterlijk) "toelaters") tot vergiffenis (αἴδεσις) trachten te komen door een weergeld te betalen, maar indien men daar niet in slaagt wordt de veroordeelde verbannen (hij krijgt wel bescherming totdat hij het grondgebied verlaten heeft; later geldt deze procedure ook voor niet-burgers). Indien het vrijwillig (ἑκών) was, mocht wraak genomen worden door een wettelijk beperkte kring van verwanten en was zelfhulp mogelijk na uitspraak van de rechtbank. Er waren uitzonderingen voor gewettigde of verschoonde doodslag dat voor het Delphinion (Δελφίνιον: een tempel van Apollon van Delphi met gerechtshof) moest komen en de dood van een dier of vernielen van een zaak dat voor het prytaneion (πρυτανειον: de staatshaard waar ook banketten gehouden werden) moest komen waar de basileus (βασιλεύς) of vier phylebasileis (φυλοβασιλεις): leiders van een phyle (φυλη) beslisten over de verbanning.

Indien men na verbanning een nieuw proces wenste moest men zich op een bootje bij het heiligdom van Phreatos aan zee laten varen, opdat de rechter op het strand de zaak opnieuw kon herzien.
Solon was archon eponymos en diallaktes (διαλλακτής: scheidsrechter) in 594/593 v.Chr. (misschien werden zijn wetten wel later opgetekend). Dit laatste was een verzoenende functie om de oplopende spanningen tussen aristocraten en het gewone volk te verminderen. Hij stelde de belangrijkste én meest fundamentele codificatie voor Athene op. Zijn codificatie doorbrak als eerste het aristocratisch monopolie.

Een eerste belangrijk punt in Solons codificatie was de seisachtheia (σεισάχθεια: afschudding van de schulden) en het verbod: "μὴ δανείζειν ἐπὶ τοις σώμασιν" ("niet te lenen op de lichamen"). Een tweede belangrijk punt was dat hij de bevoegdheden ontnam aan de Areopagitai (Ἀρεοπαγιται: leden van de Areopaag), met uitzondering van manslag. Aristoteles, een van onze belangrijke kenbronnen van het Attische recht, onderscheidde twee soorten wetgeving bij Solon: politeia (πολιτεία: "staatsregeling") en nomoi (νόμοι: wetten) (het hoeft gezegd te worden dat dit een louter theoretische indeling was en niet door Solon bedacht).

Solons nomoi die zich bezighielden met het familie- en erfrecht, het straf- en procesrecht (dat veel humaner was dan dat van Dracon), het economisch en sociaal recht, maar ook het sacraal recht werden aangebracht op axones (ἀξονες: (letterlijk) wagenassen; (hier) houten om een as draaiende wettentafels), waarvan twee voor Dracons wetten en ten minste zestien voor Solons wetten bevatten, die bewaard werden in een gebouw op de Akropolis. Ze waren er diep boustrophedisch (ossenkargewijs, dit is van links van recht en vervolgens van rechts naar links) ingekerfd.

Later werden ze overgezet op bronzen of stenen kyrbeis (κύρβεις: driehoekige pilaren die om hun as konden draaien met een punt bovenaan), waarbij de typische axonesnummering werd overgenomen (er werd vermeld van welke axones en welke precieze axoon de regel afkomstig was), die buiten op de Akropolis stonden om te worden geraadpleegd tot 461 v.Chr. In 461 v.Chr. verplaatste de extreme democraat Ephialtes de axones naar het prytaneion en de kyrbeis naar de agora (waar ze rond de tweede of eerste eeuw v.Chr. verloren zouden gaan).

Solons politeia omvatte een indeling in vier vermogensklassen, een vaststellen van de rechten en plichten van de ekklèsia (ἐκκλησία), oprichting van een boulè (βουλή: een raad van vierhonderd, misschien toen al vijfhonderd) en een heliaia (ἡλιαία: volksrechtbank, waar men beroep kon aantekenen tegen beslissingen van magistraten).

Zijn wetten bleven nog van kracht tot de periode 410 v.Chr. tot 404 of 403 v.Chr. toen men bezig was aan een codificatie van Solons wetten en met de psèphismata (ψήφισματα: het wegwerken van tegenspraken en oudere bepalingen) ervan. In 403 v.Chr. werd tot slot de codex van Eukleides, de archon eponymos, ingevoerd tezamen met het Ionische alfabet. Voortaan besliste de ekklèsia ieder jaar of de Nomothètai (Nομοθηται) de wetten moesten aanpassen en door de thesmotheten (θεσμοθέται) moesten worden ingevoerd.

#### Wetgever van Thebe
Philolaos van Thebe (7e eeuw v.Chr.) zijn wetten waren eveneens aristocratisch van inslag en verplichtte kinderloze grondeigenaars te adopteren, opdat de macht van de aristocratie bewaard bleef omdat door deze wet de stukken land voor eeuwig even groot zouden blijven. Hij introduceerde ook een wet voor gelijke verdeling van goederen.

#### Wetgever van Mytilene
Pittakos van Mytilene, een van de Zeven Wijzen, was als aisymneter (αἰσυμνητήρ: scheidsrechter) van Mytilini bevoegd om nieuwe wetten in te stellen. Hoewel hij een aanhanger was van de aristocratische partij en hun belangen verdedigde in zijn wetten, trachtte hij altijd tot een compromis te komen met andere partijen. Hij was dan ook de eerste om algemene amnestie af te roepen. Hij stimuleerde de handel en de emancipatie van de mensen. Een van zijn beste wetten zou geweest zijn, dat elke belediging uitgesproken wanneer dronken dubbel gestraft moest worden. Toen hij na tien jaar te hebben geregeerd meende de beste politeia (staatsinrichting) te hebben ingesteld voor Mytilene, legde hij zelf de macht neer.

#### Wetgever van Sparta
De legendarische Lykourgos van Sparta gaf Sparta een mondelinge codificatie. Hij wordt gesitueerd in de periode tussen de 11e en 8e eeuw v.Chr., maar in de 7e eeuw v.Chr. was er nog geen vast beeld van hem. In de 6e en 5e eeuw v.Chr. werd dit beeld uitgebreid met allerlei legende, die in de 4e eeuw v.Chr. gestalte gaven aan de figuur van Lykourgos. Uiteindelijk werd het klassieke beeld van Lykourgos opgetekend door Plutarchus (1e-2e eeuw). Het is mogelijk de figuur van Lykourgos oorspronkelijk een godheid was.

### Wetgeving op Kreta

#### Wetgeving van Gortyn

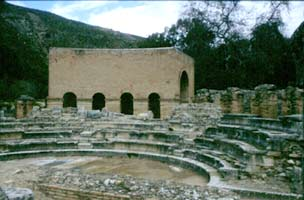
Het odeum waar de codex op aangetroffen werd.

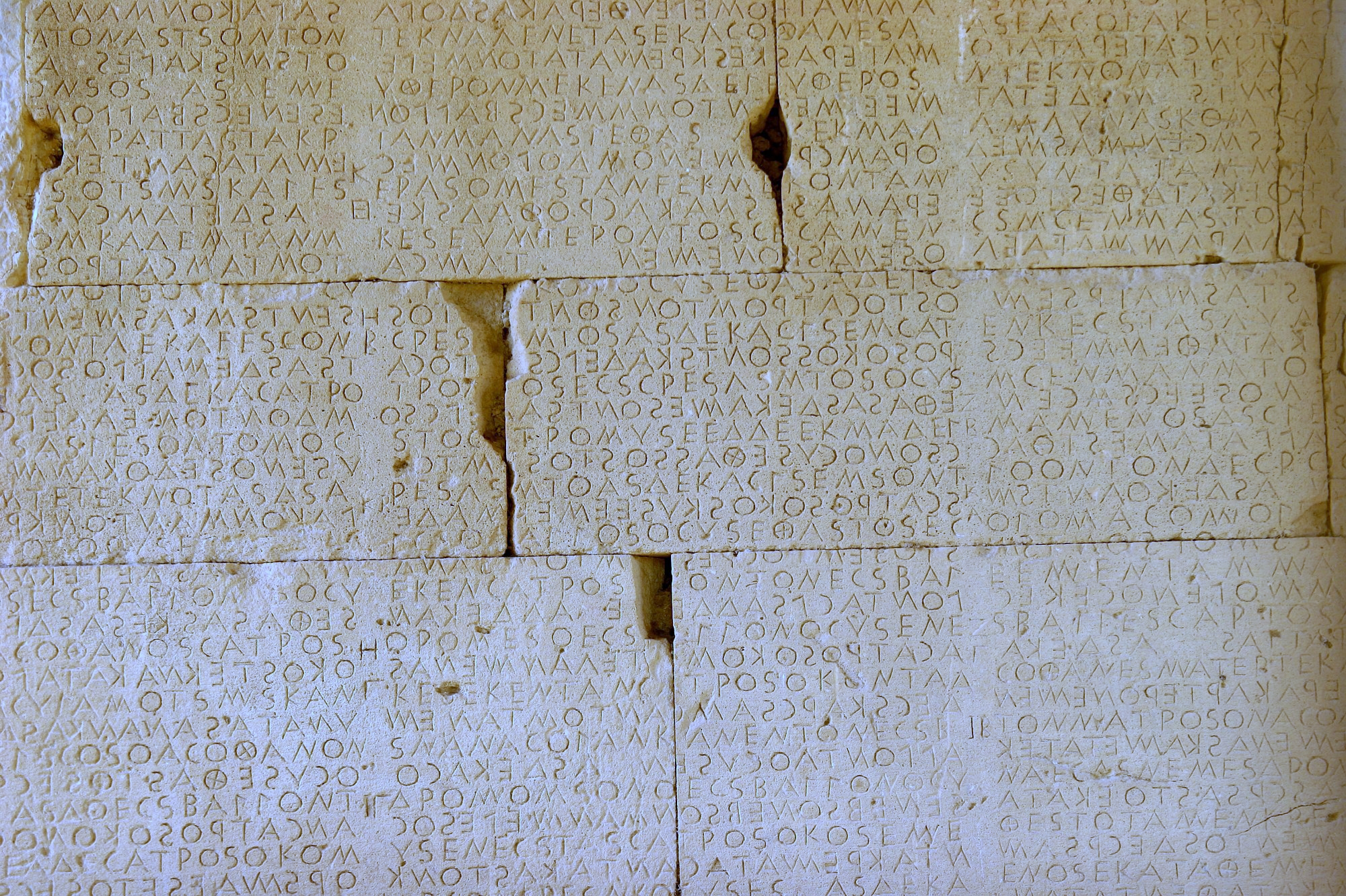
De "codex van Gortyn".

De wetgeving van Gortyn was een Dorische wetgeving, met pre-Dorische elementen in verband met sommige godsdienstige tradities. Het gaat om een inscriptie op de muur van een regeringsgebouw of gerechtshof dat in de 1e eeuw werd omgebouwd tot odeum. De tekst was boustrophedisch (ossenkargewijs, dit is van links van recht en vervolgens van rechts naar links) geschreven. Het beeld dat we krijgen van de maatschappij in Gortyn is typisch Dorisch: een sterk hiërarchisch gelaagde maatschappij (er werd een onderscheid gemaakt tussen vrijen, horigen en slaven). De tekst bevat wetten van personen- en familierecht (onder andere adoptie, scheiding), zakenrecht, verbintenissenrecht (waaronder ook erfrecht) en gerechtelijk recht (onder meer in verband met verkrachting en overspel). Opvallend is dat een vrouw goederen in eigendom kan hebben en zonder voogd voor de rechtbank kan verschijnen. De "codex van Gortyn" moet in de periode 480-450 v.Chr. te situeren zijn, ongeveer gelijktijdig met de invoering van de geldeconomie op Kreta (ca. 470 v.Chr.). Door de verhoogde handelseconomie en het verhoogde privaat bezit zal men de nood gevoeld hebben om het gewoonterecht vast te leggen. Het is mogelijk dat sommige wetten teruggaan tot de 7e eeuw v.Chr. Opvallend is ook dat er geen naam verbonden is aan de "codex van Gortyn".